# Lidlidda
Lidlidda è una municipalità di quinta classe delle Filippine, situata nella provincia di Ilocos Sur, nella regione di Ilocos.
Lidlidda è formata da 11 baranggay:
- Banucal
- Bequi-Walin
- Bugui
- Calungbuyan
- Carcarabasa
- Labut
- Poblacion Norte
- Poblacion Sur
- San Vicente
- Suysuyan
- Tay-ac